# Car Thing

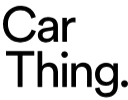
Logotipo de Car Thing

Car Thing es un dispositivo de streaming de música desarrollado por Spotify y producido entre 2021 y 2022. Car Thing fue diseñado para usarse en vehículos para transmitir música desde la plataforma de Spotify con su pantalla táctil y controles de voz. Hizo un lanzamiento inicial limitado en abril de 2021 y se lanzó al público en febrero de 2022. En julio de 2022, Spotify finalizó la producción del dispositivo, alegando el bajo interés de los consumidores y problemas en la cadena de suministro. En mayo de 2024, Spotify anunció que el soporte para Car Thing finalizaría en diciembre de ese año, dejando el dispositivo inoperante después de ese momento. The Car Thing fue en general un fracaso crítico y comercial, y Spotify perdió 31,4 millones de dólares.

## Descripción
El Car Thing pesa mide 4,6 plg (11,7 cm) de ancho, 2,5 plg (6,4 cm) de alto y 0,7 plg (1,8 cm) de espesor. Su pantalla táctil tiene 4 pulgadas (10,2 cm) de ancho y una resolución de 800x480. A la derecha de la pantalla táctil hay una perilla de goma que se utiliza para navegar por los menús. El Car Thing tiene cinco botones en su borde superior para configuraciones y ajustes preestablecidos y un puerto USB-C. Se envió con múltiples accesorios para fijar el dispositivo al tablero de instrumentos de un vehículo, al reproductor de CD o a las rejillas de ventilación del aire acondicionado. Utiliza un procesador Amlogic, y tiene 4 GB de almacenamiento desde un eMMC y 512 MB de RAM.
El dispositivo utiliza los comandos de voz «Hey Spotify» de Spotify. Para transmitir música, Car Thing debe estar conectado a un teléfono inteligente y a un vehículo mediante un cable USB, un cable auxiliar o Bluetooth. También se requiere una suscripción a Spotify Premium. Funciona tanto con Android como con iOS.

## Historia

### Desarrollo y lanzamiento
Spotify anunció por primera vez Car Thing en mayo de 2019, su primer dispositivo de hardware, con la intención de recopilar datos sobre los hábitos de sus usuarios. Originalmente fue diseñado para ser un prototipo controlado por voz con un lanzamiento limitado; Spotify más tarde reiteraría que su enfoque principal seguiría siendo la transmisión de música, no el hardware. En enero de 2021, una presentación ante la FCC realizada por Spotify reveló un nuevo prototipo de Car Thing, que mostraba un dispositivo mucho más grande que el original y con una pantalla táctil agregada.
Spotify anunció el lanzamiento comercial limitado del producto el 13 de abril de 2021; como parte del lanzamiento, los suscriptores de Spotify Premium seleccionados de una lista de espera recibieron el dispositivo de forma gratuita. La empresa describió el propósito de Car Thing como mejorar la experiencia de transmisión de música de los conductores en vehículos que carecen de CarPlay y Android Auto. El lanzamiento de Car Thing se amplió el 14 de octubre y estuvo disponible para los miembros Premium en la lista de espera a un precio de $79,99. El 22 de febrero, su precio se elevó a $89,99 y estuvo disponible para todos los miembros Premium.

### Discontinuación
El 27 de julio de 2022, solo quince meses después del lanzamiento limitado inicial de Car Thing y cinco meses después de su lanzamiento público, Spotify anunció que finalizaría la producción de Car Thing y redujo su precio a $ 49,99. Spotify citó problemas en la cadena de suministro y la falta de interés de los consumidores como razones por las que cesaría la producción, una medida que provocó una pérdida de 31,4 millones de dólares para la empresa. Sólo un par de semanas después, el 20 de agosto, el precio se redujo nuevamente a 30 dólares.
El 23 de mayo de 2024, Spotify anunció su decisión de finalizar el soporte para Car Thing antes de fin de año, informando a los usuarios que sus dispositivos ya no funcionarían después del 9 de diciembre. Esto dio lugar a la presentación de una demanda colectiva durante la misma semana, en la que los demandantes acusaron a Spotify de «dejar prematuramente obsoleto el Car Thing». Después de la demanda, Spotify comenzó a ofrecer reembolsos a los clientes que compraron el Car Thing directamente desde el sitio web de Spotify.

## Recepción
Car Thing fue un fracaso comercial y, en general, fue mal recibida por los críticos. Will Greenwald de PCMag criticó la «interfaz incómoda» del dispositivo y su falta de funciones de navegación». Tras su discontinuación, Brady Snyder de Android Police calificó el dispositivo de «equivocado» y «condenado desde el principio» debido a sus componentes débiles, y lamentó los desechos electrónicos que se producirían una vez que dejara de funcionar. Alex Lauer de Inside Hook elogió su diseño; sin embargo, encontró engañosa la afirmación de Spotify de que Car Thing podría funcionar con cualquier automóvil. Alexander Stoklosa, de Motor Trend, describió a Car Thing como excesivamente complicado y costoso en comparación con otras opciones más simples. Por el contrario, Zach Gale, también de Motor Trend, consideró que Car Thing era una opción viable para ciertos usuarios.